# Тутолмин, Иван Акинфиевич
Иван Акинфиевич Тутолмин (1752/1753 — 1815) — действительный статский советник, главный надзиратель Императорского воспитательного дома в Москве.

## Биография
Родился 27 декабря 1752 (7 января 1753) года в семье секунд-майора Акинфия Андреевича Тутолмина (1709—1796) и Анастасии Ивановны, урожденной Бегичевой. Его братья: Дмитрий Акинфиевич (1756 — после 1794) — капитан-лейтенант флота и Николай Акинфиевич (1755 — после 1811) — генерал-майор флота.
Получил домашнее образование, в 1765 году поступил на военную службу в Санкт-Петербургский карабинерный полк, в 1772 произведён в поручики, в 1774 — в капитаны. В 1774 году командовал ротой при подавлении восстания Емельяна Пугачёва на территории Прикамья и Урала, в марте того же года переведён в корпус подполковника И. И. Михельсона, отличился 15 июля в сражении под Казанью и 25 августа при разгроме Пугачёва у Солениковой ватаги под Чёрным Яром.
С 20 января 1790 годабыл женат на Анне Степановне Кашкаровой; детей не имел. Накануне войны 1812 года приобрёл усадьбу Вяземских на Волхонке.

## Тутолмин в 1812 году
Тутолмин вошёл в историю благодаря тому, что едва ли не единственным из крупных чиновников остался в Москве в период её оккупации французами вместе с воспитанниками, чиновниками и служителями Воспитательного дома. В ту пору он уже имел чин действительного статского советника. В РГАЛИ имеется дневник «О бытности французов в Москве, из дневных записок его превосходительства Ивана Акинфиевича Тутолмина, самовидца ужасов, производимых врагами в древней русской столице».
На 5-й день оккупации (7 сентября) состоялась получасовая встреча Наполеона с Тутолминым, на которой император разрешил послать донесение в Петербург императрице Марии Фёдоровне (начальствовавшей над всеми воспитательными учреждениями России) о чудесном спасении Воспитательного дома от пожара и пожелал, чтобы Тутолмин отправил рапорт императору Александру I о готовности Наполеона заключить мир с российским монархом.
За спасение Воспитательного дома И. А. Тутолмин рескриптом русского императора от 2 декабря 1812 года был удостоен ордена Св. Анны 1-й степени. В связи с этим эпизодом И. А. Тутолмин был упомянут в эпопее Л. Н. Толстого «Война и мир»; также Тутолмин упомянут в «Летописи» П. И. Рычкова, опубликованной Пушкиным в приложениях к «Истории Пугачева».
Умер 17 (29) сентября 1815 года.  Похоронен в Донском монастыре.